# Dendrobium elephantinum
Dendrobium elephantinum är en orkidéart som beskrevs av Achille Eugène Finet. Dendrobium elephantinum ingår i släktet Dendrobium, och familjen orkidéer. Inga underarter finns listade i Catalogue of Life.

## Bildgalleri

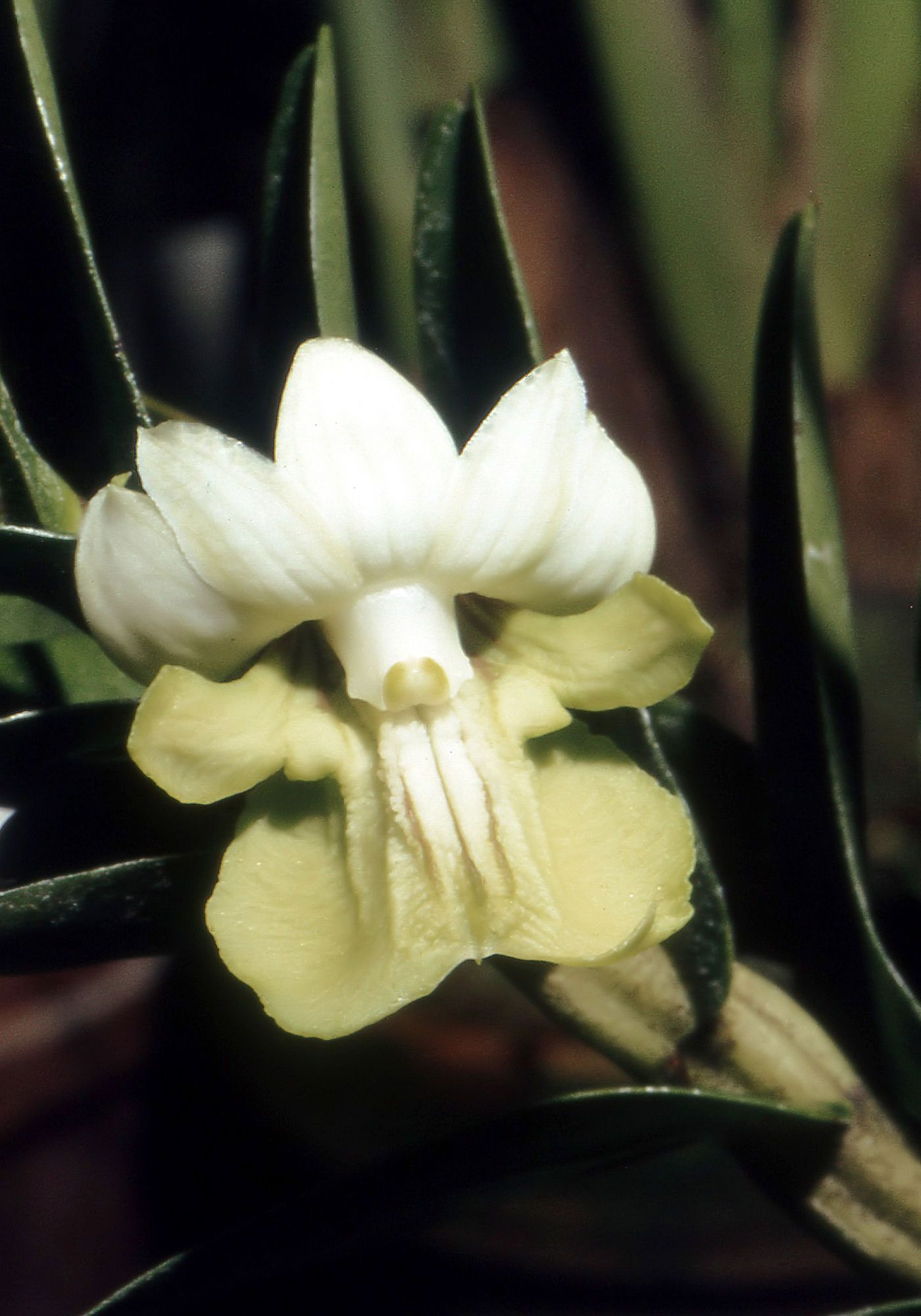
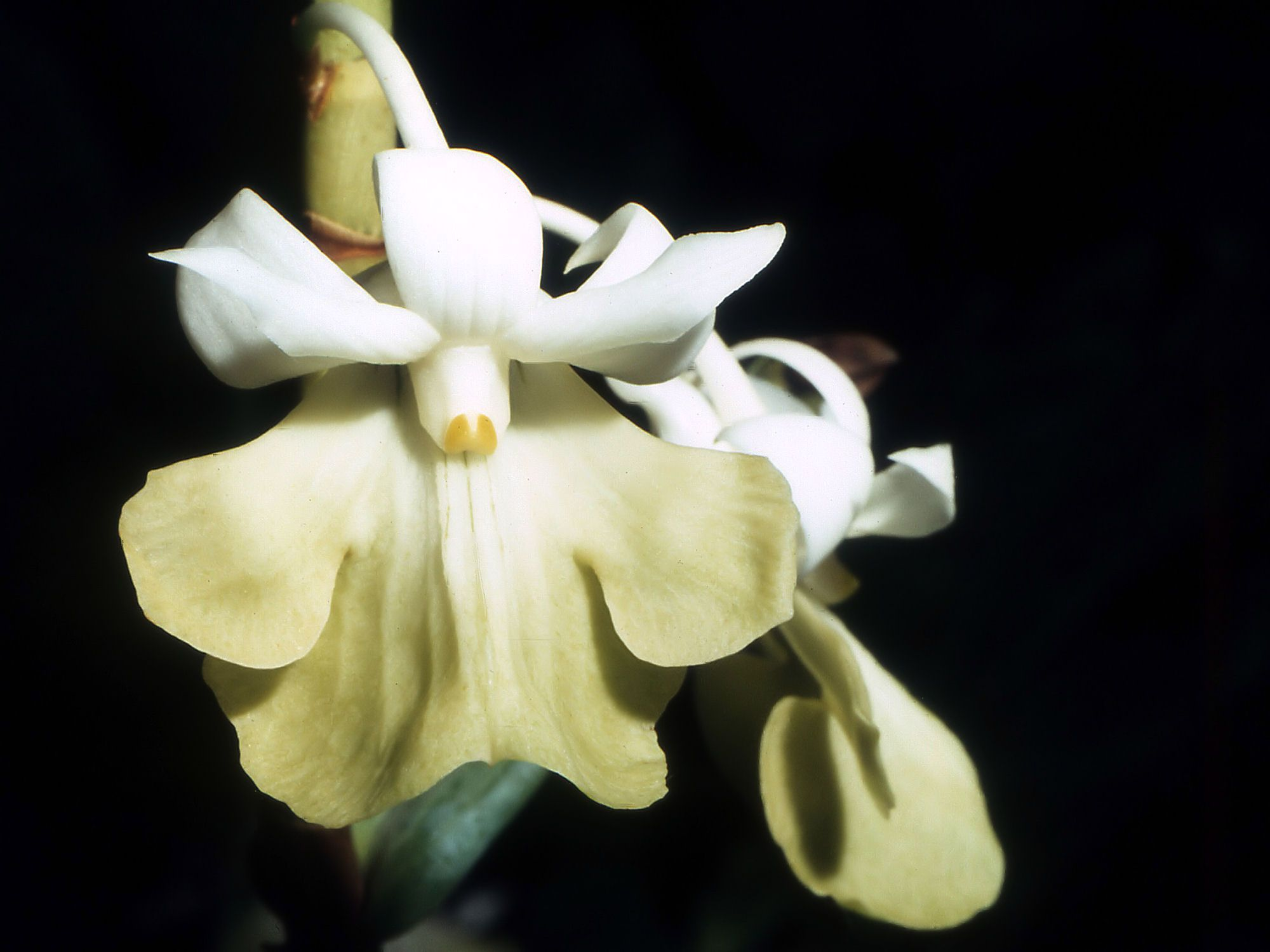